# 71 (число)
71 (седемдесет и едно) е естествено, цяло число, следващо 70 и предхождащо 72.
Седемдесет и едно с арабски цифри се записва „71“, а с римски цифри – „LXXI“. Числото 71 е съставено от две цифри от позиционните бройни системи – 7 (седем) и 1 (едно).

## Общи сведения
- 71 е нечетно число.
- 71 е просто число.
- 71 е пермутационно просто число.
- 71 е атомният номер на елемента лутеций.
- 71-вият ден от обикновена година е 12 март.